# 龜燒
龜燒（カムィ焼）是奄美群島中德之島從11世紀至14世紀期間所製造的陶器的名稱。
學者對南九州及遠至石垣島的琉球群島一帶的御城遺址進行發掘調查，發現與日本本土的須惠器相似的陶器出土，其生產地不明。1983年，德之島伊仙町阿三的龜燒地區建造水庫的工程之中，發現了燒製這種陶器的窯的遺址。由於德之島語中稱呼甕與壺為「カムィ」、龜燒為「カムィヤキ」，就以德之島語的讀音將其命名為。
龜燒的材質堅硬，表面呈青灰色，陶土呈赤褐色。器種以壺為中心，也有甕、鉢、碗、水注，描繪有波浪狀線條為其特徵。其製作方法與朝鮮系無釉陶器很類似，推測從朝鮮傳播過來。